# Pituna
 Pituna és un gènere de peixos de la família dels rivúlids i de l'ordre dels ciprinodontiformes.

## Taxonomia
- Pituna brevirostrata (Costa, 2007)
- Pituna compacta (Myers, 1927)
- Pituna obliquoseriata (Costa, 2007)
- Pituna poranga (Costa, 1989)
- Pituna schindleri (Costa, 2007)
- Pituna xinguensis (Costa & Nielsen, 2007)[2][3][4][5][6]